# 紀元前463年
紀元前463年（きげんぜん463ねん）は、ローマ暦の年である。
当時は、「プリスクスとヘルウァが共和政ローマ執政官に就任した最初の年」として知られていた（もしくは、それほど使われてはいないが、ローマ建国紀元291年）。紀年法として西暦（キリスト紀元）がヨーロッパで広く普及した中世時代初期以降、この年は紀元前463年と表記されるのが一般的となった。

## 他の紀年法
- 干支 : 戊寅
- 日本
  - 皇紀198年
  - 孝昭天皇13年
- 中国
  - 周 - 貞定王6年
  - 秦 - 厲共公14年
  - 晋 - 出公12年
  - 楚 - 恵王26年
  - 斉 - 平公18年
  - 燕 - 孝公35年
  - 趙 - 襄子13年
- 朝鮮
  - 檀紀1871年
- ベトナム :
- 仏滅紀元 : 82年
- ユダヤ暦 : 3298年 - 3299年

## できごと

### 共和政ローマ
- ローマで疫病が蔓延した。
- ローマ元老院とローマ市民は、ガイウス・アエミリウス・マメルクスを独裁官に指名したという説がある。

### ギリシア
- アテナイの民主派の政治家エピアルテス（英語版）とペリクレスは、賄賂を受け取った疑いでキモンを陶片追放しようと試みた。キモンは、賄賂を受けてマケドニア王を攻撃しなかったとペリクレスや民主派の政治家に責められた。キモンは無罪を認められたが、アテナイ人に対する影響力は衰えた。
- 亡命中のテミストクレスはアケメネス朝ペルシアの王アルタクセルクセス1世に近づき、アテナイにおける復権への協力を依頼した。アルタクセルクセス1世は助けるのを渋ったが、その代わり彼をマグネシアのサトラップに任命した。
- 2年間の包囲の後、タソス島はキモンの率いるアテナイ軍に敗れ、アテナイに船を明け渡し、保証金の支払いと毎年の貢献を受け入れた。